# Václav z Kounic
Václav z Kounic (německy Wenzel von Kaunitz, † 1428 u Šlapanic) byl český šlechtic z rodu Kouniců.

## Život
Narodil se jako syn Oldřicha (I.) a jeho manželky Judity (Jitky) z Lomnice.
Když bylo město Brno v roce 1428 napadeno husity a tamní obyvatelstvo se vytrvale bránilo, přišel brněnským na pomoc se svým vojskem olomoucký biskup Jan Železný a břeclavský velitel Jan Krajíř z Krajku. Ve střetu obou vojsk na pláni u Šlapanic zvítězili biskup a Jan Krajíř. Václav z Kounic byl mezi těmi, kteří v boji padli.

## Manželství a potomstvo
Byl ženatý s Anežkou z Mannsfeldu. Z jejich manželství se narodily děti Jiří († 29. září 1481) a Kateřina, kteří se oba spojili v manželství s členy rodu Valdštejnů.